# Hoplophanes
Hoplophanes is een geslacht van vlinders van de familie Heliozelidae.

## Soorten
- H. acrozona Meyrick, 1897
- H. chalcolitha Meyrick, 1897
- H. chalcophaedra Turner, 1923
- H. chlorochrysa Meyrick, 1897
- H. electritis Meyrick, 1897
- H. haplochrysa Meyrick, 1897
- H. hemiphragma Meyrick, 1897
- H. heterospila Meyrick, 1897
- H. lithocolleta Turner, 1916
- H. monosema Meyrick, 1897
- H. niphochalca Meyrick, 1897
- H. panchalca Meyrick, 1897
- H. peristera Meyrick, 1897
- H. phaeochalca Meyrick, 1897
- H. philomacha Meyrick, 1897
- H. porphyropla Meyrick, 1897
- H. rutilella (Walker, 1864)
- H. semicuprea Meyrick, 1897
- H. tritocosma Meyrick, 1897